# Miers
För andra betydelser, se Miers (olika betydelser).
Miers är en kommun i departementet Lot i regionen Occitanien i södra Frankrike. Kommunen ligger i kantonen Gramat som tillhör arrondissementet Gourdon. År 2022 hade Miers 448 invånare.

## Befolkningsutveckling
Antalet invånare i kommunen Miers
| Referens: INSEE |